# Ligament
Un ligament este țesutul conjunctiv fibros care leagă oasele de alte oase. Este, de asemenea, cunoscut sub numele de ligament articular, ligament fibros sau ligament adevărat. Alte ligamente din corp includ:
- Ligamentul peritoneal: un pliu de peritoneu sau alte membrane.
- Ligamentul restului fetal: resturile unei structuri tubulare fetale.
- Ligamentul parodontal: un grup de fibre care atașează cimentul dinților de osul alveolar din jur.

Ligamentele sunt similare cu tendoanele și fasciile, deoarece toate sunt făcute din țesut conjunctiv. Diferențele dintre ele sunt în conexiunile pe care le fac: ligamentele leagă un os de altul, tendoanele conectează mușchi la os, iar fasciile leagă mușchii de alți mușchi. Toate acestea se găsesc în sistemul osos al corpului uman. Ligamentele nu pot fi de obicei regenerate în mod natural; cu toate acestea, există celule stem ale ligamentului parodontal situate în apropierea ligamentului parodontal care sunt implicate în regenerarea adultului a ligamentului parodontist.
Studiul ligamentelor este cunoscut sub numele de demologie.